# Kvarteren Kampö och Hartsö

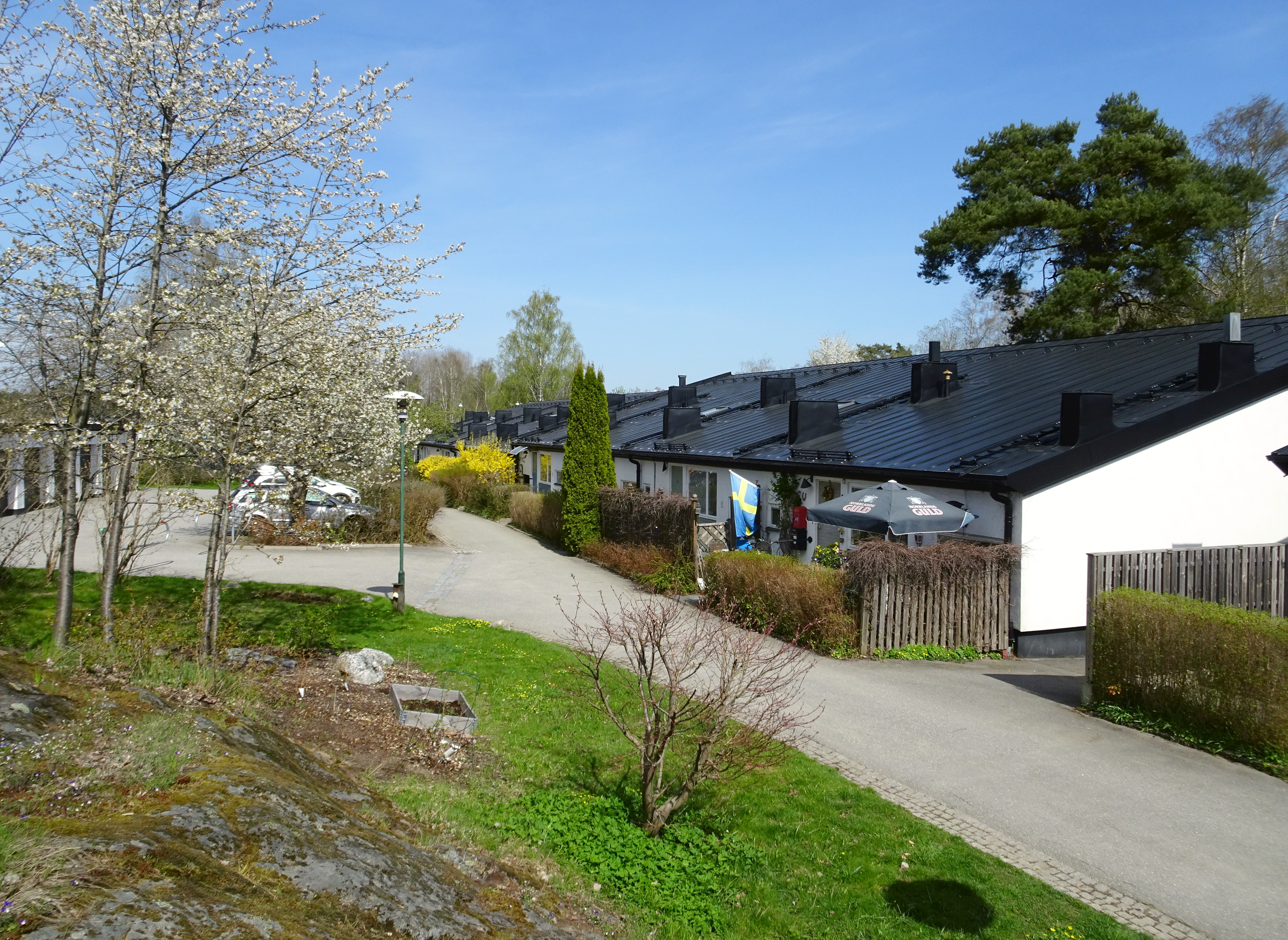
Kvarteret Hartsö, Farsta, maj 2021.

Kvarteren Kampö och Hartsö är två kvarter belägna vid Färnebogatan respektive Farstavägen i stadsdelen Farsta i södra Stockholm. Kvarteren är huvudsakligen bebyggda med radhus uppförda i slutet av 1950-talet efter ritningar av arkitekt Birger Nygell. Denna bebyggelse är grönmärkt av Stadsmuseet i Stockholm vilket innebär "särskilt värdefull från historisk, kulturhistorisk, miljömässig eller konstnärlig synpunkt".

## Beskrivning

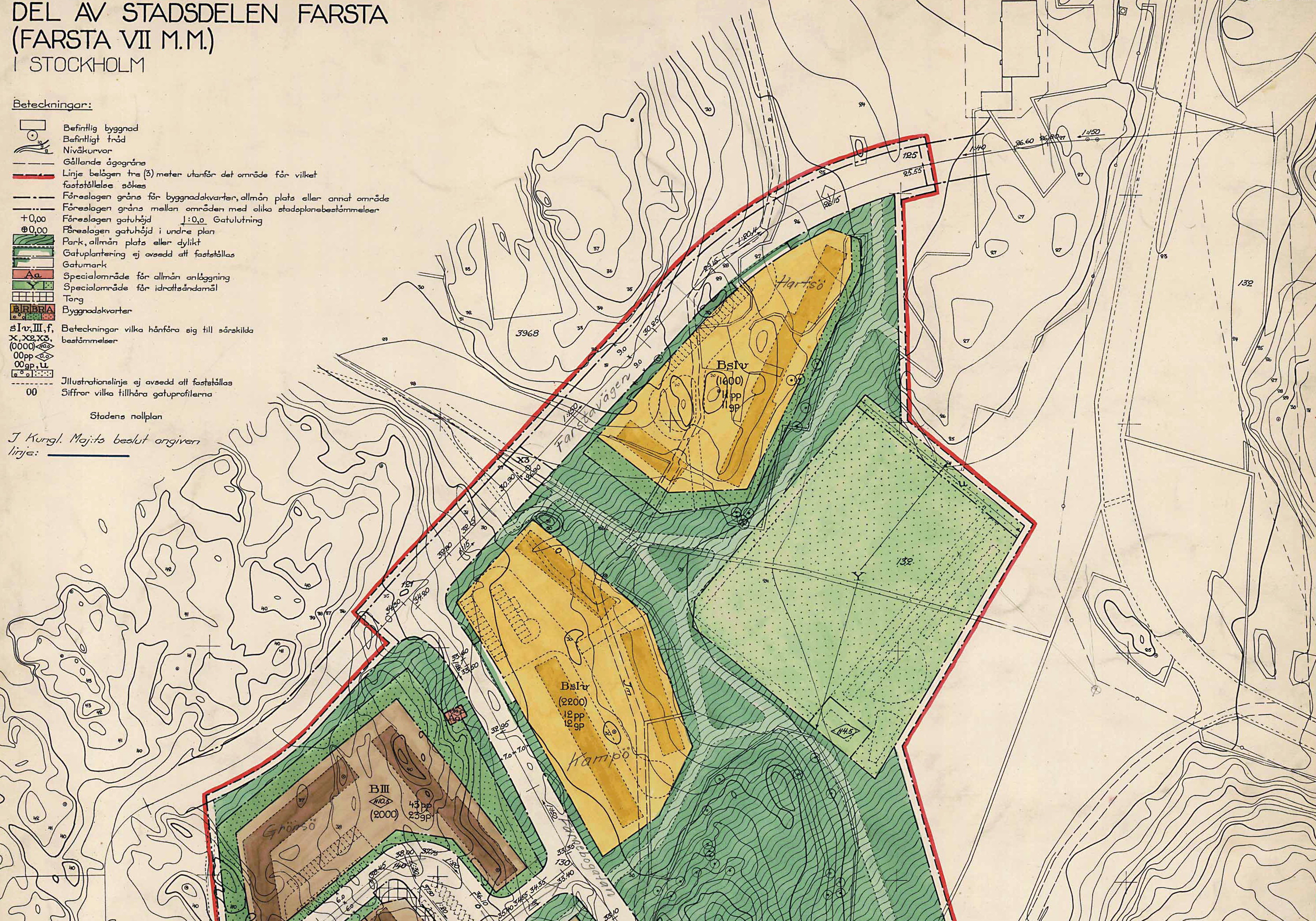
Stadsplanen från 1955.

För de båda radhusområdena i kvarteren Kampö och Hartsö fastställdes en stadsplan (Pl 4403) i maj 1955. Markanvisning genom Stockholms stad skedde 1957 till den då nybildade bostadsrättsföreningen Serpentinen som även fungerade som byggherre. Kampö består av 22 radhusenheter uppdelade på fem längor och Hartsö består av 13 enheter på två längor tillhörande Serpentinen. Området var en obebyggd, skogbevuxen kulle som sluttade mot söder till en stor äng, som reserverades i stadsplanen för idrottsändamål, dagens Farstaängen med Kvickentorps bollplan och parklek. I kvarter Hartsö tillkom 1983 en radhuslänga om fem enheter i lite annan stil och radhusen ingår inte i Serpentinen.
Brf Serpentinen anlitade arkitekt Birger Nygell som tillsammans med arkitekt Roland Zuber och landskapsarkitekten Sylvia Gibson skapade en boendemiljö av hög kvalitet som är en typisk representant för den svenska folkhemsarkitekturen efter andra världskriget.
Radhuslängorna konstruerades av Stig Henriksons ingenjörsbyrå och uppfördes av Byggnads AB Konstruktör som ett montagebygge där lätta mobilkranar kom till användning för att spara naturen. Golv- och takbjälklagen utfördes av prefabricerade betongelement, så kallade Erge-plattor som vilar på betongbalkar (Erge-balkar). Yttertaken utformades som pulpettak, ursprungligen täckta med vågkorrugerade eternitplattor vilka numera är utbytta till svartmålad bandplåt. Det byggdes radhusenheter om fyra rum och kök (116 m²) samt fem rum och kök (132 m²) och spegelvända varianter, därtill några garagelängor.
Husen stod inflyttningsklara 1959 och uppmärksammades för sin arkitektur och färgsättning. Husens träfasader var målade i fyra pastellfärger: blå, gul, grå och grönbrun. Alla murytor var putsade och avfärgade i vitt kulör, även skorstenarna. På 1970-talet försvann den ursprungliga färgsättningen som ersattes av mörkgrön och mörkbrun. I samband med en allmän upprustning år 2000 återgick man till den ursprungliga färgsättningen.

### Fakta
- Byggherre: Brf Serpentinen
- Byggmästare: Byggnads AB Konstruktör
- Arkitekt: Nygell & Zuber arkitektkontor
- Trädgårdsarkitekt: Sylvia Gibson
- Konstruktör: Stig Henriksons ingenjörsbyrå
- VVS-konsult: Åke Wilhelmsson

Kvarteret Hartsö
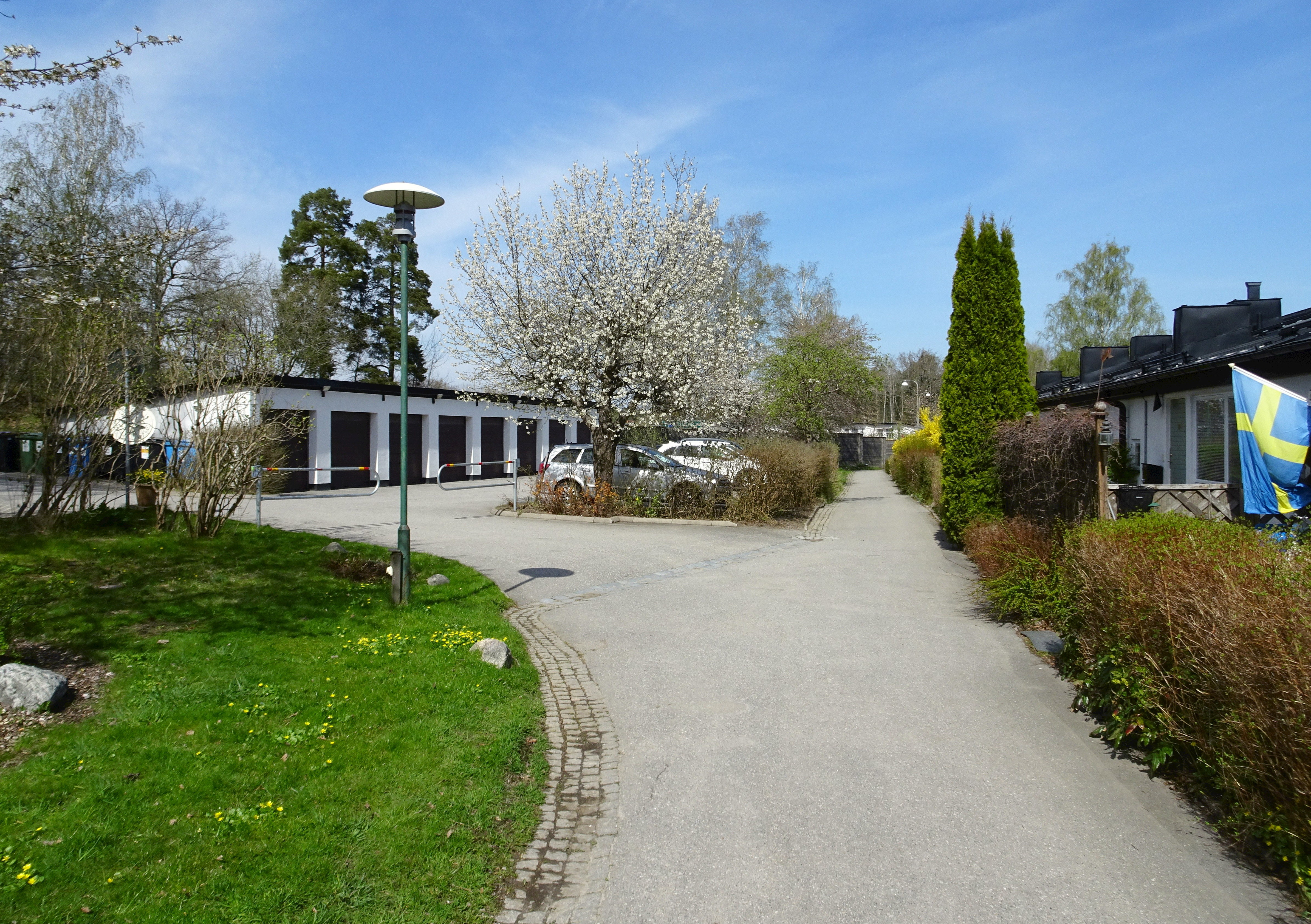
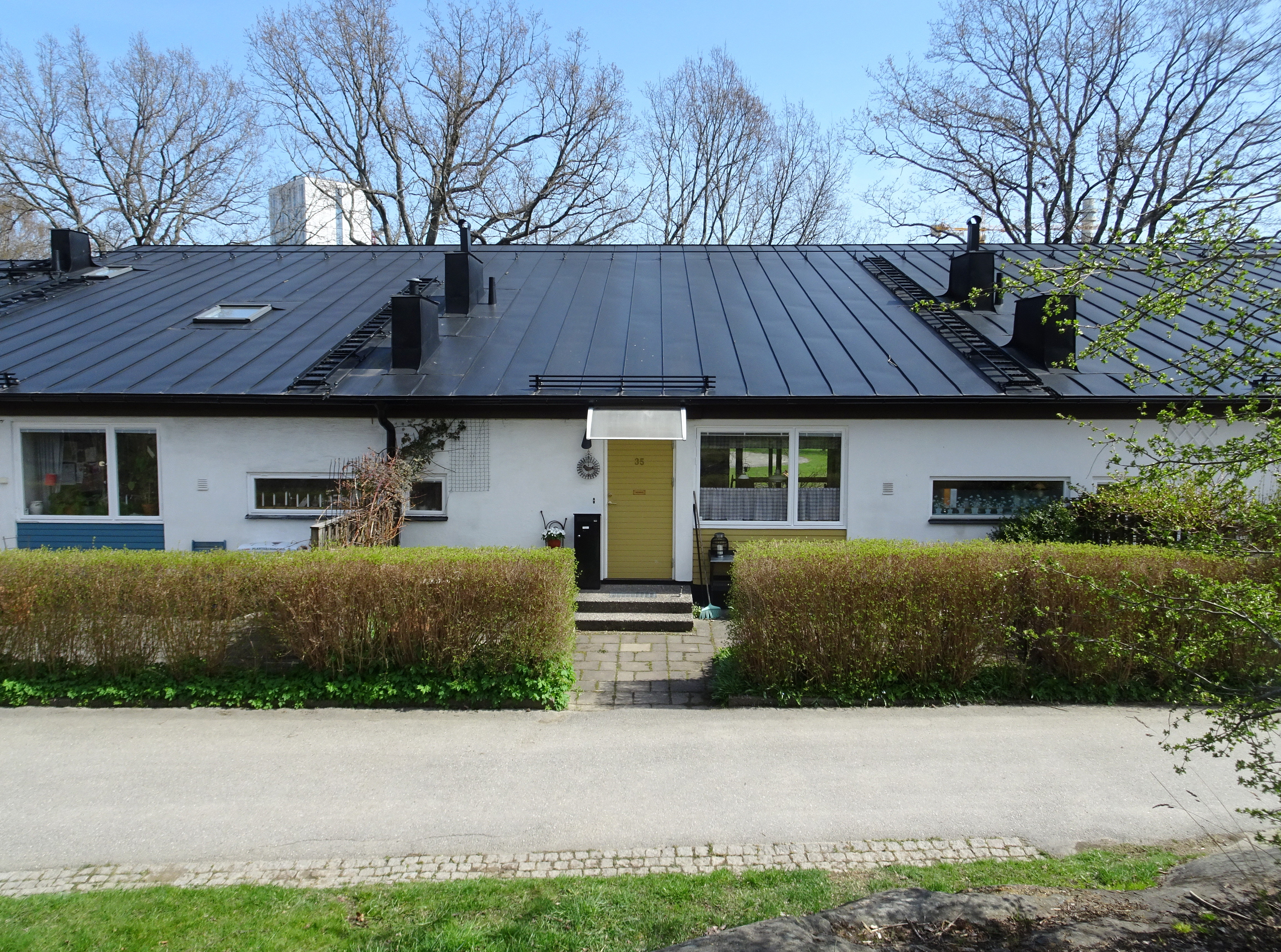
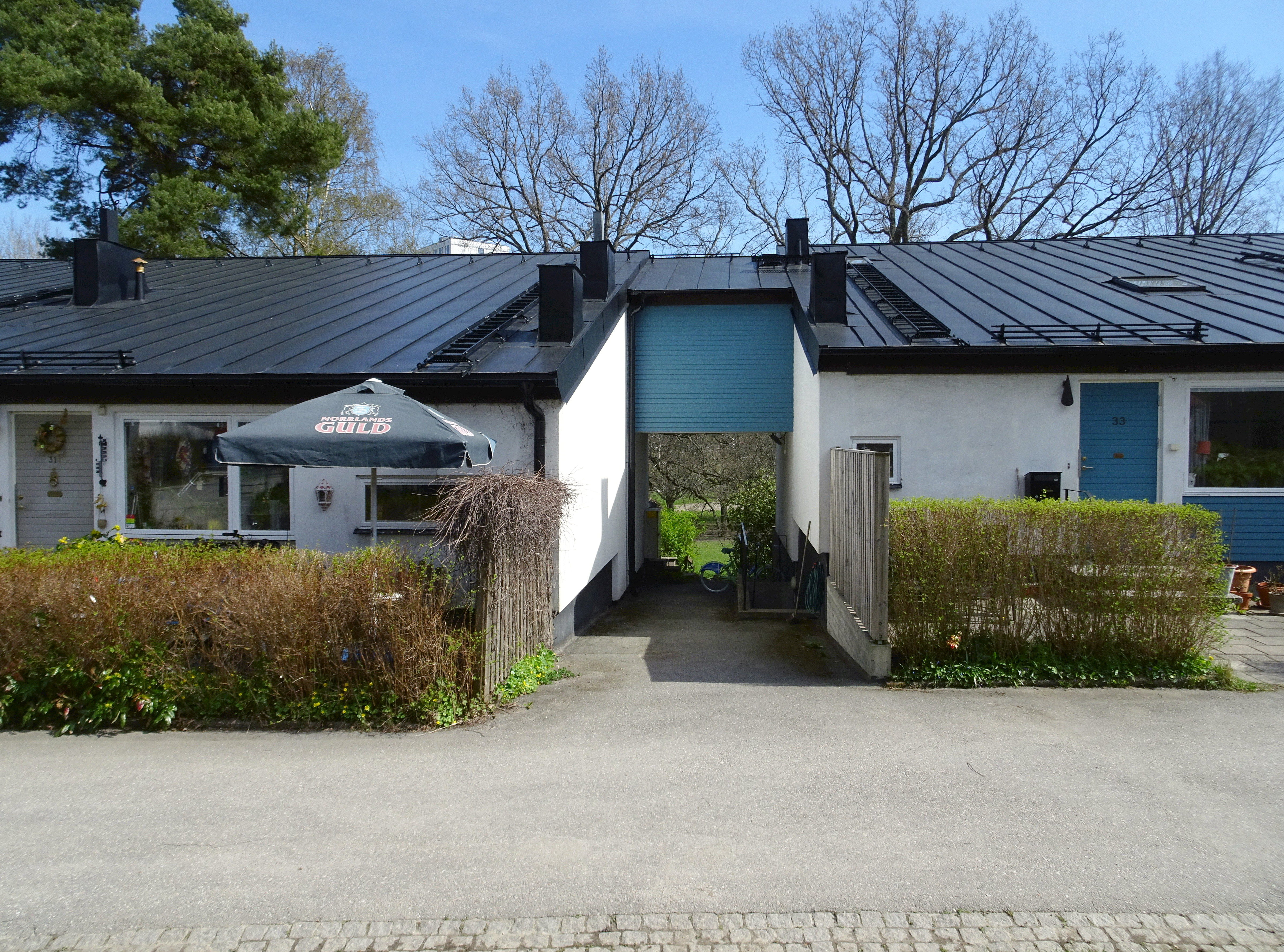
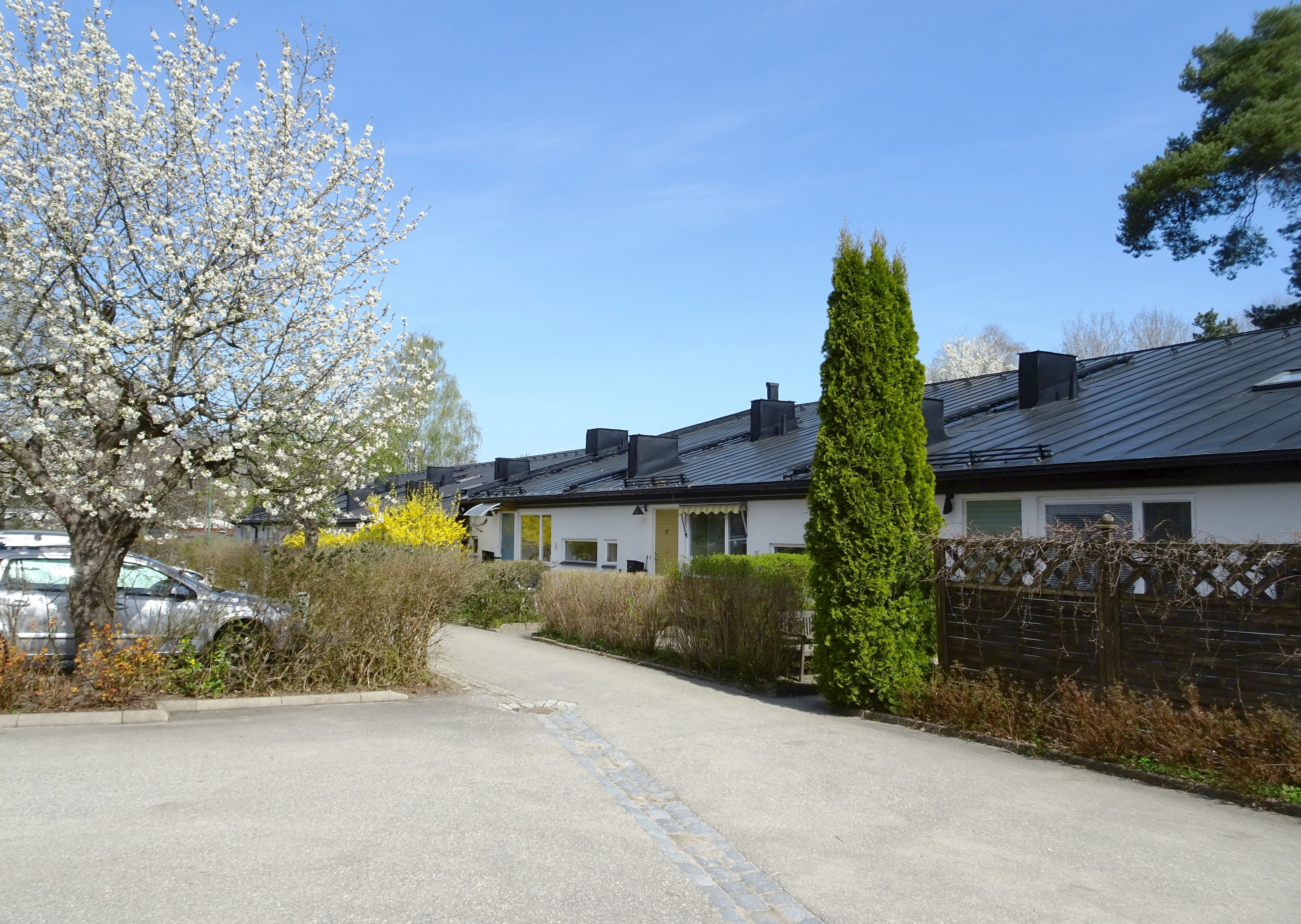

Kvarteret Kampö
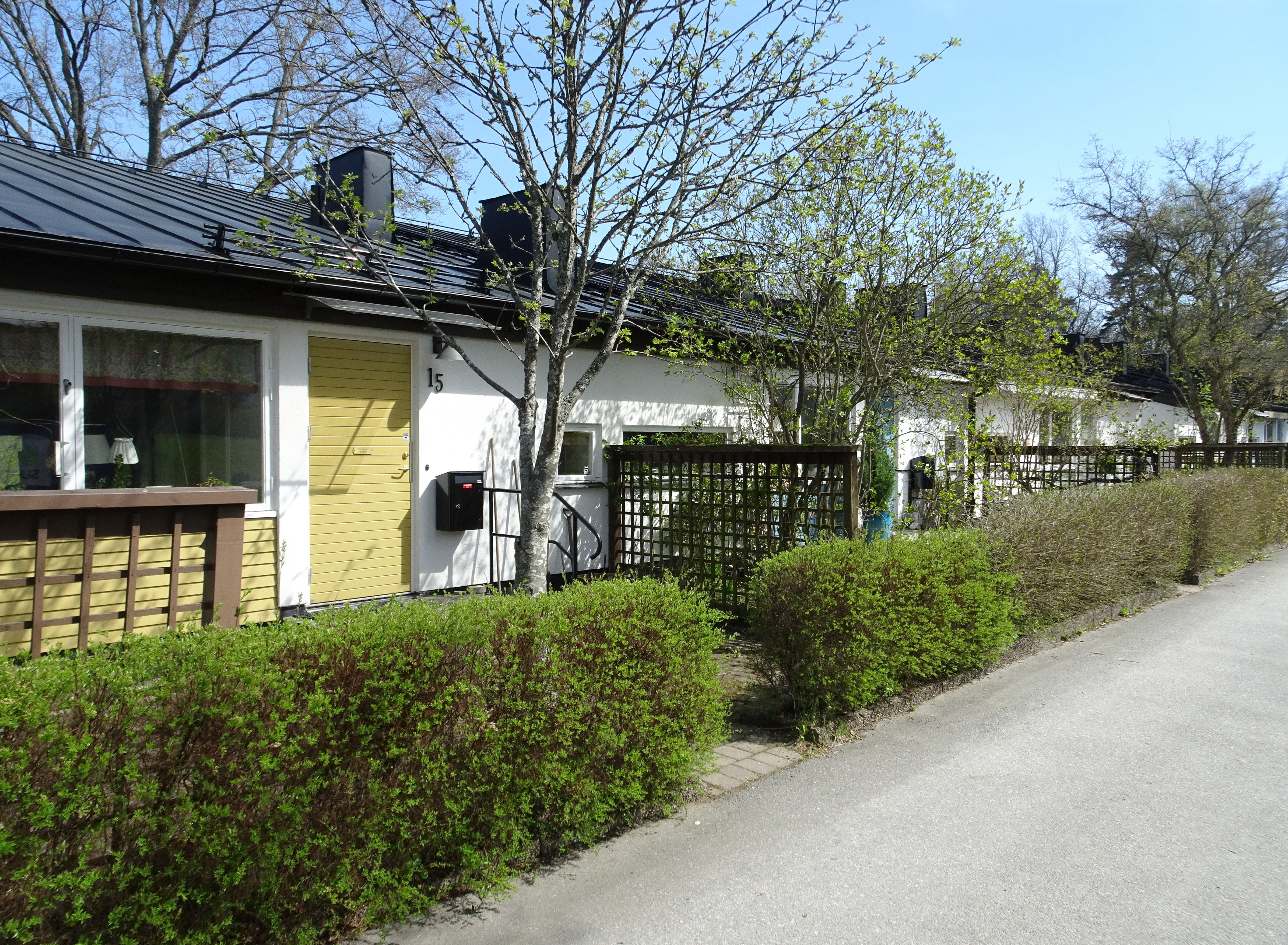
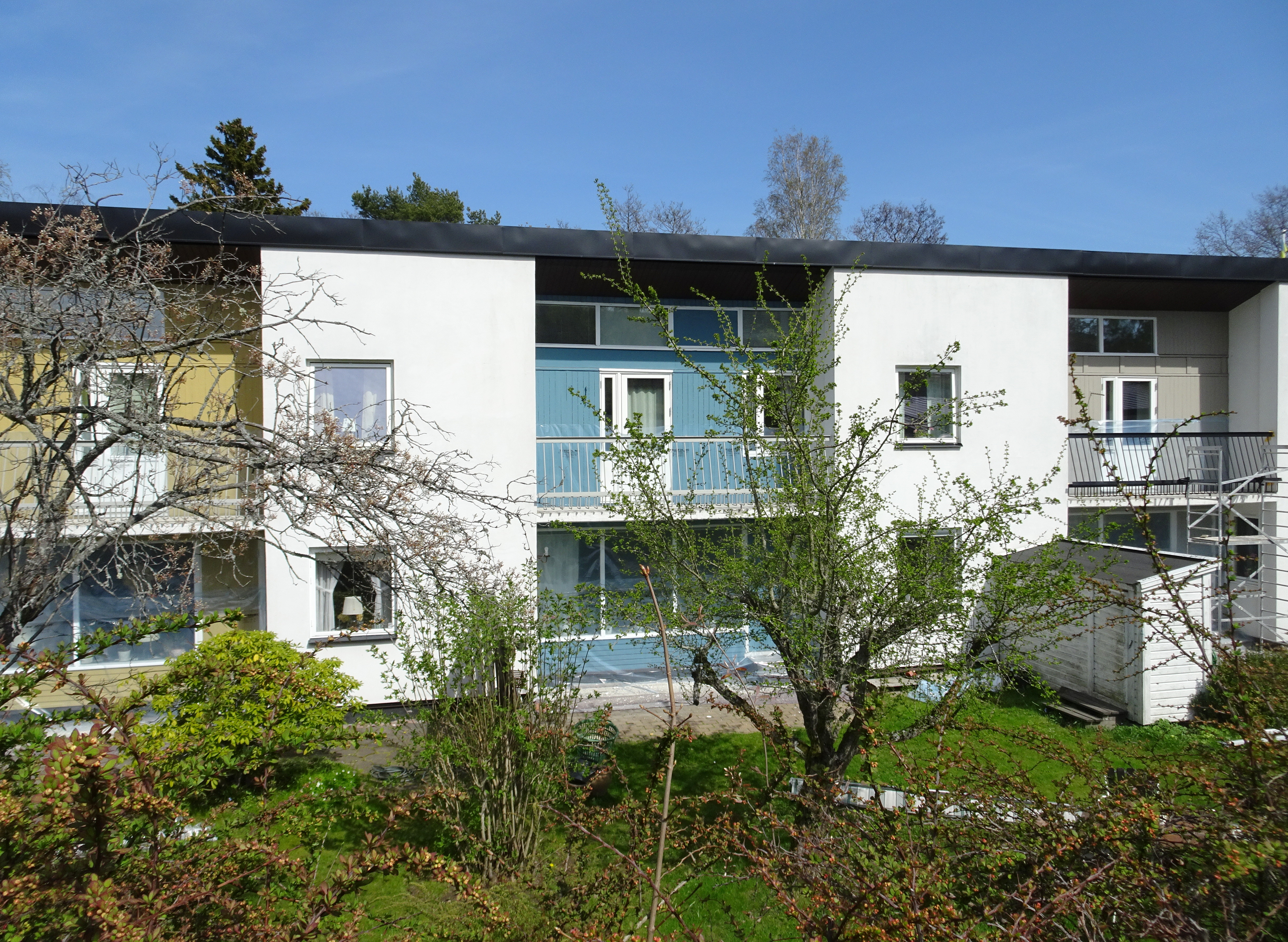
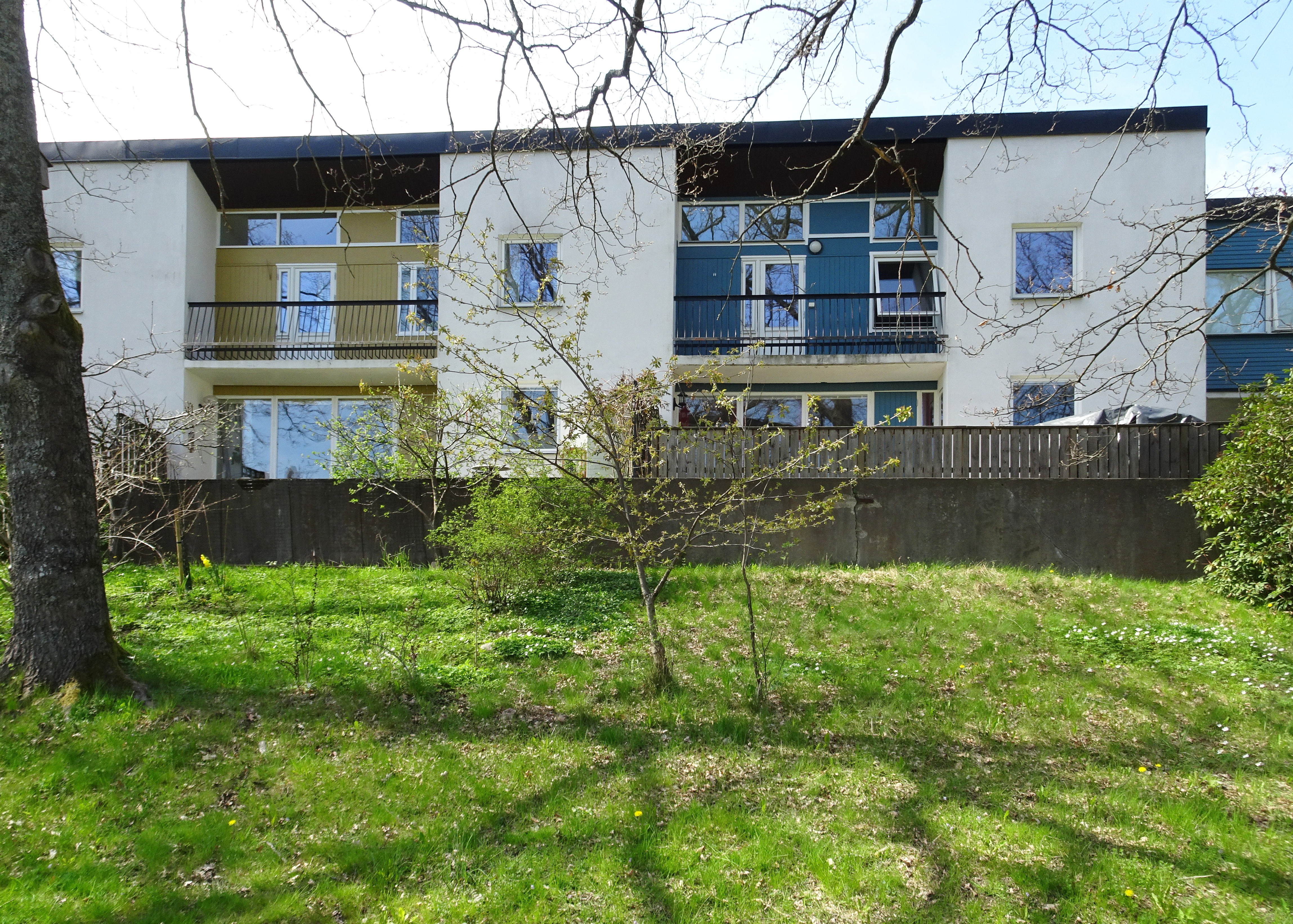
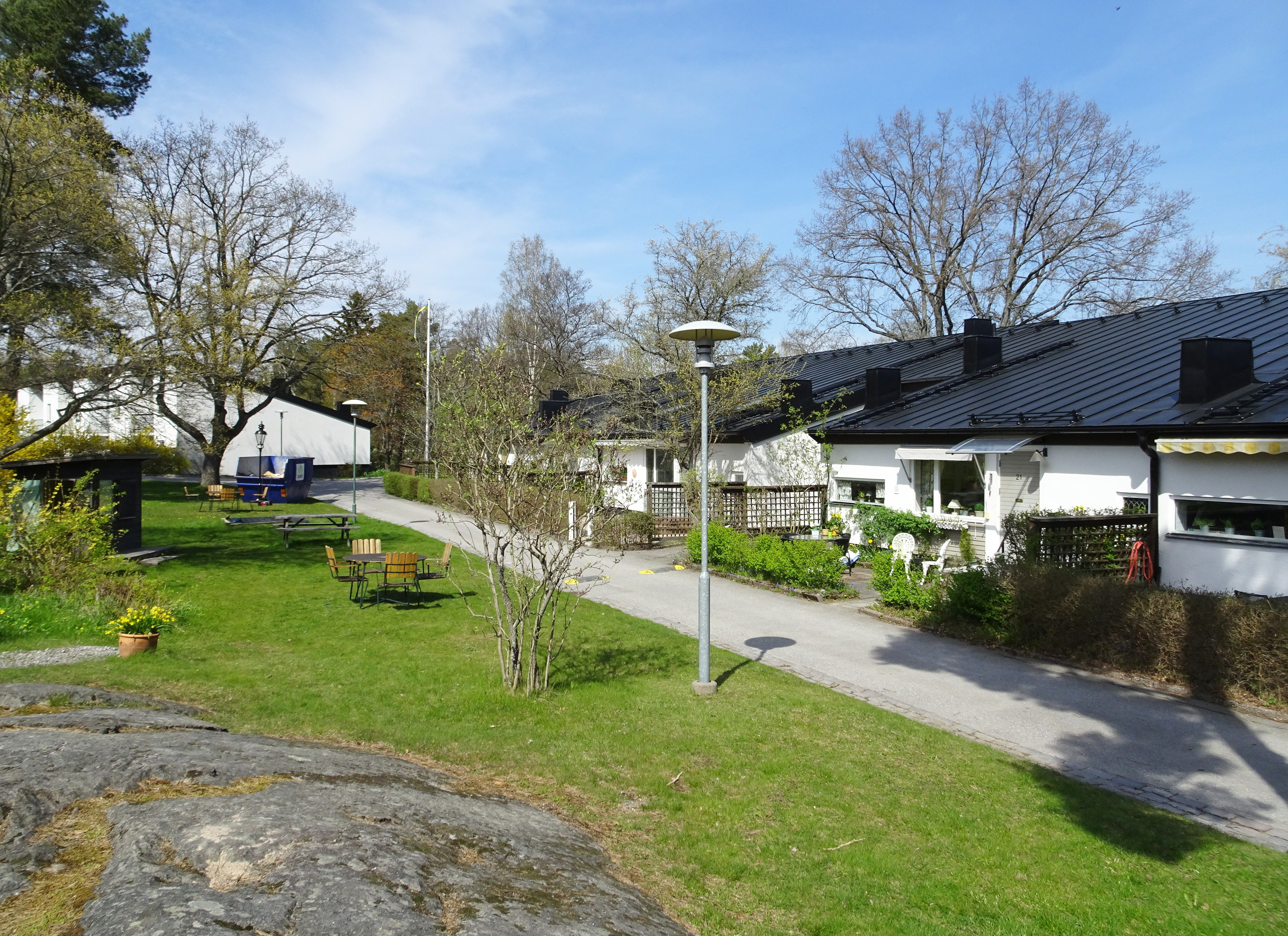